# Moreland Hills
Moreland Hills is een plaats (village) in de Amerikaanse staat Ohio, en valt bestuurlijk gezien onder Cuyahoga County. De plaats is in feite een voorstad van Cleveland.

## Demografie
Bij de volkstelling in 2000 werd het aantal inwoners vastgesteld op 3298.
In 2006 is het aantal inwoners door het United States Census Bureau geschat op 3142, een daling van 156 (-4,7%).

## Geografie
Volgens het United States Census Bureau beslaat de plaats een oppervlakte van
18,8 km², geheel bestaande uit land.

## Plaatsen in de nabije omgeving
De onderstaande figuur toont nabijgelegen plaatsen in een straal van 8 km rond Moreland Hills.

## Geboren in Moreland Hills
- James Garfield (1831-1881), 20e president van de Verenigde Staten (1881)